# بلامين ديموف
بلامين ديموف (بالبلغارية: Пламен Димов)‏ هو لاعب كرة قدم بلغاري في مركزي الوسط والدفاع، ولد في 29 أكتوبر 1990 في بورغاس في بلغاريا. شارك مع منتخب بلغاريا تحت 21 سنة لكرة القدم. أما مع النوادي، فقد لعب مع ليفسكي صوفيا ونادي شاختار قراغندي.

## وصلات خارجية
- بلامين ديموف على موقع قاعدة بيانات كرة القدم.إي يو (الإنجليزية)
- بلامين ديموف على موقع Soccerbase.com (لاعب) (الإنجليزية)
- بلامين ديموف على موقع Soccerway.com (الإنجليزية)
- بلامين ديموف على موقع عالم كرة القدم.نت (الإنجليزية)